# Friedrich-Wilhelm Lübbe
Friedrich-Wilhelm Lübbe (* 14. März 1938 in Stuttgart) ist ein deutscher Brigadegeneral außer Dienst der Luftwaffe der Bundeswehr.

## Leben
Lübbe trat 1957 in die Bundeswehr ein und gehörte dem Dienstbereich des Einsatzführungsdienstes der Luftwaffe an. Von 1969 bis 1971 absolvierte er den 14. Generalstabslehrgang Luftwaffe an der Führungsakademie der Bundeswehr in Hamburg, wo er zum Offizier im Generalstabsdienst ausgebildet wurde.
Er war vom 10. März 1980 bis 18. März 1982 als Oberst Kommandeur der Lehrgruppe V der Technischen Schule der Luftwaffe 2 in der Hachenberg-Kaserne in Erndtebrück.
Lübbe war von April 1990 bis Ende März 1993 Stabsabteilungsleiter VII im Führungsstab der Luftwaffe im Bundesministerium der Verteidigung in Bonn. Anschließend war er bis März 1998 als Nachfolger von Karl-Eduard von Kospoth Generalmanager der NATO Airborne Early Warning and Control Programme Management Organisation (NAPMA) in Brunssum in den Niederlanden. Mit Ablauf des März 1998 wurde er in den Ruhestand versetzt.
Lübbe ist verheiratet und hat ein Kind.

## Werke (Auswahl)
- Die Führung der Luftwaffe im Frieden und Krieg. In: Truppenpraxis 7/1979, S. 576 ff.

- Die Ausrüstung der Luftwaffe. In: Wehrtechnik, 23. Jahrgang, Heft 7, 1991, S. 27–32.

- Meine Dienstzeit in Erndtebrück zwischen 1980 – 1982. In: Einsatzführungsbereich 2 (Hrsg.): 50 Jahre Luftwaffenstandort Erndtebrück. Erndtebrück 2016, S. 126–129 (tslw2-erndtebrueck.de [PDF]).